# 科布維爾 (喬治亞州)
科布維爾（英語：Cobbville）是位於美國喬治亞州特爾費爾縣的一個非建制地區。該地的面積和人口皆未知。

## 地理
科布維爾的座標為31°55′05″N 82°58′57″W / 31.91806°N 82.98250°W，而該地的平均海拔高度為56米（即184英尺）。